# مجلس الوزراء الكويتي 2008
مجلس الوزراء الكويتي 2008 أو الحكومة الكويتية الخامسة والعشرون أو حكومة ناصر المحمد الرابعة هي الوزارة رقم 25 في تاريخ دولة الكويت منذ الاستقلال عام 1961، تشكّلت في تاريخ 28 مايو 2008، برئاسة الشيخ ناصر المحمد الأحمد الصباح، واستمرت حتى 14 ديسمبر 2008.

## التشكيلة الوزارية
- رئيس الوزراء: ناصر المحمد الأحمد الصباح
- نائب أول لرئيس مجلس الوزراء ووزير الدفاع: جابر المبارك الصباح
- نائب رئيس مجلس الوزراء ووزيرالخارجية: محمد صباح السالم الصباح
- نائب رئيس مجلس الوزراء ووزير الدولة لشؤون مجلس الوزراء: فيصل محمد الحجي بوخضور
- وزير التجارة والصناعة ووزير الدولة لشؤون مجلس الأمة: أحمد باقر
- وزير الشؤون الاجتماعية والعمل: بدر فهد الدويلة
- وزير الداخلية: جابر الخالد الجابر الصباح
- وزير العدل ووزير الأوقاف والشؤون الإسلامية: حسين ناصر الحريتي
- وزير الإعلام: صباح الخالد الحمد الصباح
- وزير المواصلات: عبد الرحمن خالد الغنيم
- وزير الصحة: علي محمد البراك
- وزير الأشغال العامة ووزير الدولة لشؤون البلدية: فاضل صفر
- وزير الكهرباء والماء: محمد عبد الله هادي العليم
- وزير المالية: مصطفى جاسم الشمالي
- وزير الدولة لشؤون الإسكان ووزير الدولة لشؤون التنمية: موضي عبد العزيز الحمود
- وزير التربية ووزير التعليم العالي: نورية صبيح براك الصبيح